# ستا (سازمان)
ستا (Seksuaalinen tasavertaisuus به معنی برابری جنسی) یک سازمان مردم‌نهاد پایه‌گذاری شده در سال ۱۹۷۴ و اصلی‌ترین سازمان حقوق دگرباشی در فنلاند است. یازدهمین رئیس‌جمهور فنلاند، تاریا هالونن، دبیرکل ستا بین سال‌های ۱۹۸۰-۱۹۸۱ بود.